# NHK上小阿仁テレビ中継局
NHK上小阿仁テレビ中継局（エヌエイチケイかみこあにテレビちゅうけいきょく）は、秋田県北秋田郡上小阿仁村に置かれていたNHK秋田放送局のアナログテレビ中継局。

## 概要
- 当テレビ中継局は、北秋田郡上小阿仁村沖田面の土産沢に置かれ、該当地区などに電波を発射していたが、2011年7月24日をもってすべて廃止された。

## 送信施設概要
| 放送局名          | チャンネル | 空中線電力        | ERP                 | 放送対象地域 | 放送区域内世帯数 |
| NHK秋田総合テレビ | 56ch       | 映像1W /音声250mW | 映像3.6W /音声910mW | 秋田県       | 不明             |
| NHK秋田教育テレビ | 58ch       | 映像1W /音声250mW | 映像3.6W /音声910mW | 全国         | 不明             |